# Бад-Брамбах
Бад-Брамбах (нем. Bad Brambach), до 1922 г. Брамбах — посёлок в Германии, курорт, расположен в земле Саксония.
Подчиняется земельной дирекции Кемниц. Входит в состав района Фогтланд. Население составляет 2074 человека (на 31 декабря 2010 года). Занимает площадь 43,83 км². Община подразделяется на 13 сельских округов.
Бальнеологический курорт с радоновыми ваннами, откуда происходит минеральная вода «Брамбахер». Из достопримечательностей — приходская церковь, курзал, старинная усадьба Шёнбург.